# Monika Schwalm
Monika Schwalm (* 29. September 1946 in Kiel; † 19. Juli 2008) war eine deutsche Politikerin (CDU).

## Leben und Beruf
Nach der Mittleren Reife 1963 an der Matthias-Claudius-Mittelschule in Pinneberg absolvierte Monika Schwalm eine Verwaltungslehre, die sie mit der ersten und zweiten Angestelltenprüfung beendete. Danach war sie bis 1973 bei der Kreisverwaltung Pinneberg, zuletzt als Kreisjugendpflegerin, tätig. Von 1989 bis 1992 war sie Leiterin des Wahlkreisbüros der Bundestagsabgeordneten Ingrid Roitzsch.
Monika Schwalm wohnte in Uetersen, war verheiratet und hatte zwei Kinder. Sie erlag am 19. Juli 2008 einem Krebsleiden, welches 2005 bei ihr diagnostiziert wurde.

## Partei
Monika Schwalm trat 1973 in die CDU ein und war über lange Jahre stellvertretende Vorsitzende des CDU-Kreisverbandes Pinneberg.

## Abgeordnete
Sie gehörte von 1974 bis 1992 der Ratsversammlung der Stadt Uetersen und von 1979 bis 1982 sowie von 1986 bis 1992 dem Kreistag des Kreises Pinneberg an. Seit 1998 war sie erneut Mitglied der Ratsversammlung von Uetersen.
Monika Schwalm war von 1992 bis 1996 erstmals Mitglied des Landtages von Schleswig-Holstein. Am 27. Oktober 1998 wurde sie als Nachrückerin für die ausgeschiedene Abgeordnete Angelika Volquartz erneut Mitglied des Landtages. Hier war sie von 1993 bis 1996 stellvertretende Vorsitzende des Bildungsausschusses und von 2000 bis 2005 Vorsitzende des Innen- und Rechtsausschusses. Von 2005 bis 2007 war sie Parlamentarische Geschäftsführerin der CDU-Landtagsfraktion.
Monika Schwalm ist stets über die Landesliste in den Landtag eingezogen.